# Філіповський Іван Митрофанович
Філіпóвський Іван Митрофанович (2 (15) вересня 1909, с. Рев'якіно Вахновської вол., Лівенського пов. Орловської губ., нині Лівенського р-ну Орловської обл., РФ — 18 вересня 1992, м. Вінниця) — організатор бібліотечної справи на Вінниччині, директор Вінницької ОУНБ ім. К. А. Тімірязєва (1952–1973), Герой Радянського Союзу (1945).

## Біографія
Із сім'ї селян. У 1933 р. був направлений у м. Харків на навчання до Всеукраїнського інституту комуністичної освіти (у 1935 р. перейменований в Український бібліотечний інститут, нині — Харківська державна академія культури), закінчив у 1937 р.
Працював директором Вінницької міської бібліотеки ім. Н. К. Крупської (нині — філія №1 Вінницької міської ЦБС), яку обіймав до 1941 р.
У липні 1941 р. разом з родиною був евакуйований, а в лютому 1942 р. — мобілізований до лав Червоної армії. Пройшов бойовий шлях від Сталінграда до Берліна, брав участь у визволенні України, Білорусі, Польщі, Чехословаччини, Східної Прусії, тричі був поранений. Війну закінчив командиром батальйону 293-го гвардійського стрілецького полку 96-ї стрілецької дивізії 28-ї армії у званні гвардії капітана.  Демобілізувся у 1946 р. у званні майора, повернувся до м. Вінниці.
З лютого 1949 р. — заступник директора Вінницької обласної бібліотеки ім. К. А. Тімірязєва; з лютого 1952 р. по листопад 1973 р. — її директор, загалом присвятивши керівній роботі у бібліотеці майже 25 років.

## Нагороди
Нагороджений орденом Леніна і медаллю «Золота Зірка» (1945), орденами Червоного Прапора, Червоної Зірки, двома орденами Вітчизняної війни I ступеня, орденом Вітчизняної війни II ступеня, медалями «За оборону Сталінграда», «За перемогу над Німеччиною у Великій Вітчизняній війні 1941–1945 рр.», «За взяття Кенігсберга», «За взяття Берліна», кількома ювілейними медалями, значком Міністерства культури СРСР «За відмінну роботу» (1958) та іншими відзнаками.
До 60-річчя присвоєння І. Філіповському звання Героя Радянського Союзу 27 червня 2005 р. на фасаді Вінницької ОУНБ ім. К. А. Тімірязєва за участю кількох народних депутатів України, представників місцевої влади, ветеранів та працівників бібліотеки, членів родини Героя, громадськості міста й області урочисто встановлено меморіальну дошку з написом «Бібліотеку підняв з руїн Герой Радянського Союзу І. М. Філіповський, який очолював її з 1952 по 1973 рр.». Пам'ятні дошки на честь І. Філіповського встановлені також у ХДАК та у Вінницькому коледжі будівництва і архітектури Київського національного університету будівництва і архітектури.
Похований на алеї Слави на вінницькому кладовищі «Підлісне».

## Твори
- Славний шлях: (до 50-річчя Вінниц. обл. б-ки) / І. М. Філіповський, Й. А. Погорєлов // Соц. культура. — 1957. — № 10. — С. 31–32;
- Натхненне слово правди: [про метод. допомогу б-кам обл. у пропаганді літ.] / І. М. Філіповський // Соц. культура. — 1962. — № 1. — С. 33–34;